# Nguyên lý vị nhân
Nguyên lý vị nhân là một khái niệm của triết học, được hình thành dựa trên ý tưởng chính đó là sự tồn tại của các tham số đặc trưng của vũ trụ mà chúng ta quan sát, có thể không xác định được một cách trực tiếp thông qua các định luật cơ bản của vật lý, nhưng bằng lý lẽ về sự tồn tại của các quan sát viên thông thái. Nói cách khác, ý tưởng ở đây là các đặc tính và trạng thái tồn tại hiện nay của vũ trụ là như vậy để phát sinh       sự tồn tại của chúng ta, những người quan sát thông minh có khả năng đặt vấn đề và nghiên cứu về nó.